# Quinton Griffith
Quinton Griffith (ur. 27 lutego 1992) – piłkarz z Antigui i Barbudy występujący na pozycji pomocnika, obecnie zawodnik Antigua Barracuda.

## Kariera klubowa
Griffith rozpoczynał karierę piłkarską w zespole Golden Stars FC z miasta Urlings. W 2011 roku przeszedł do drużyny Antigua Barracuda FC, występującej w trzeciej lidze amerykańskiej – USL Pro. Zadebiutował w niej 18 kwietnia 2011 w przegranym 1:2 spotkaniu z Los Angeles Blues, natomiast premierowego gola strzelił 8 kwietnia 2012 w wygranej 3:1 konfrontacji z Pittsburgh Riverhounds.

## Kariera reprezentacyjna
W 2011 roku Griffith został powołany do reprezentacji Antigui i Barbudy U-20 na eliminacje do Młodzieżowych Mistrzostw Ameryki Północnej. Wystąpił wówczas w dwóch spotkaniach, w których jego drużyna odniosła komplet porażek i odpadła z rozgrywek w rundzie wstępnej. Kilka miesięcy później znalazł się w składzie reprezentacji Antigui i Barbudy U-23 na turniej kwalifikacyjny do Igrzysk Olimpijskich w Londynie, gdzie z kolei rozegrał jeden mecz, a jego kadra ponownie odpadła we wstępnej rundzie, nie dostając się na olimpiadę.
W seniorskiej reprezentacji Antigui i Barbudy Griffith zadebiutował 3 czerwca 2009 w wygranym 2:1 meczu towarzyskim z Gujaną i w tym samym spotkaniu strzelił także premierowego gola w kadrze narodowej. Wziął udział w meczach wchodzących w skład eliminacjach do Mistrzostw Świata 2014, podczas których wpisał się na listę strzelców w spotkaniu z Curaçao (5:2), jednak jego reprezentacja nie zakwalifikowała się ostatecznie na mundial.